# Yvon Labre
Yvon Labre (né le 29 novembre 1949 à Sudbury en Ontario au Canada) est un joueur de hockey sur glace professionnel canadien. Il évolue professionnellement en Amérique du Nord au cours des années 1970 et est le premier joueur à avoir inscrit un but sous les couleurs  maillot des Capitals de Washington dans la Ligue nationale de hockey.

## Biographie
Labre quitte sa maison à l'âge de 16 ans pour rejoindre Markham et l'équipe de hockey de la ville qui évolue dans la Toronto Metro Junior B League. Il ne marque pas un seul but lors de sa première saison en 1966-1967 mais est élu meilleur défenseur de la ligue. Il rejoint alors les Marlboros de Toronto dans l'Association de hockey de l'Ontario, ligue aujourd'hui connue sous le nom de Ligue de hockey de l'Ontario
Il est alors reconnu pour son jeu physique de défenseur et au bout de deux saisons avec les Marlboros, il est choisi lors de la quatrième ronde du repêchage amateur de la LNH, par les Penguins de Pittsburgh. Il est le trente-huitième joueur repêché et les Penguins choisissent Rick Kessell et Michel Brière avant lui. Il signe son premier contrat professionnel avec les Penguins mais il n'y dispute que 37 matchs en trois saisons, passant le plus clair de son temps dans les ligues mineures avec les équipes affiliées aux Penguins. Ainsi en 1973-1974, il remporte avec les Bears de Hershey de la Ligue américaine de hockey le titre de vainqueur des séries éliminatoires et la Coupe Calder.
Au cours du repêchage d'expansion de la LNH 1974, il est choisi par les Capitals de Washington. Il manque les deux premiers matchs de la saison 1974-1975 en raison d'un problème à l'épaule mais rejoint l'équipe pour le premier match de son histoire à domicile le 15 octobre 1974. Il a alors l'honneur de marquer le tout premier but à domicile de l'histoire des Capitals, battant le gardien Rogatien Vachon des Kings de Los Angeles. Finalement, le match se termine sur un score nul d'un but partout. Bien que n'ayant pas une carrière riche en exploits offensifs, Labre se démarque en tant que défenseur robuste sur la glace et comme membre actif de la communauté en dehors. Il se consacre aux programmes de développement pour les jeunes, ce qui le rend très populaire au sein des Capitals pendant sa carrière dans une ville où le hockey ne tenait traditionnellement pas une grande place. À trois reprises sur une carrière de sept ans à Washington, il est élu le joueur le plus sympathique de l'équipe. Il est forcé de mettre fin à sa carrière au cours de la 1981 après avoir subi une mise en échec par Steve Patrick des Sabres de Buffalo en février 1981. Il ressent alors une douleur au genou droit et même s'il tente de rejouer le match suivant, il met fin à sa carrière.
Il est le capitaine des Caps de 1976 à 1978. Il reste dans l'organisation après avoir mis un terme à sa carrière de joueur et est entraîneur-adjoint, commentateur, recruteur et directeur des relations avec la communauté. Son numéro 7 est retiré par les Capitals le 7 novembre 1981,, faisant de lui le premier et le dernier joueur à porter ce numéro à Washington.

## Statistiques
| Saison     | Équipe                 | Ligue      |     | Saison régulière | Saison régulière | Saison régulière | Saison régulière | Saison régulière |   | Séries éliminatoires | Séries éliminatoires | Séries éliminatoires | Séries éliminatoires | Séries éliminatoires |
| Saison     | Équipe                 | Ligue      | PJ  | B                | A                | Pts              | Pun              | PJ               | B | A                    | Pts                  | Pun                  |                      |                      |
| 1966-1967  | Waxers de Markham      | OHA-B      | 32  | 0                | 14               | 14               | -                | -                | - | -                    | -                    | -                    |                      |                      |
| 1967-1968  | Marlboros de Toronto   | OHA        | 43  | 4                | 8                | 12               | 107              | -                | - | -                    | -                    | -                    |                      |                      |
| 1968-1969  | Marlboros de Toronto   | OHA        | 54  | 1                | 16               | 17               | 185              | -                | - | -                    | -                    | -                    |                      |                      |
| 1969-1970  | Clippers de Baltimore  | LAH        | 64  | 1                | 8                | 9                | 111              | 5                | 0 | 2                    | 2                    | 38                   |                      |                      |
| 1970-1971  | Wranglers d'Amarillo   | LCH        | 42  | 2                | 9                | 11               | 125              | -                | - | -                    | -                    | -                    |                      |                      |
| 1970-1971  | Penguins de Pittsburgh | LNH        | 21  | 1                | 1                | 2                | 19               | -                | - | -                    | -                    | -                    |                      |                      |
| 1971-1972  | Bears de Hershey       | LAH        | 59  | 3                | 9                | 12               | 134              | 4                | 2 | 1                    | 3                    | 20                   |                      |                      |
| 1972-1973  | Bears de Hershey       | LAH        | 72  | 8                | 29               | 37               | 170              | 7                | 1 | 3                    | 4                    | 35                   |                      |                      |
| 1973-1974  | Bears de Hershey       | LAH        | 56  | 6                | 23               | 29               | 135              | 14               | 1 | 5                    | 6                    | 42                   |                      |                      |
| 1973-1974  | Penguins de Pittsburgh | LNH        | 16  | 1                | 2                | 3                | 13               | -                | - | -                    | -                    | -                    |                      |                      |
| 1974-1975  | Capitals de Washington | LNH        | 76  | 4                | 23               | 27               | 182              | -                | - | -                    | -                    | -                    |                      |                      |
| 1975-1976  | Capitals de Washington | LNH        | 80  | 2                | 20               | 22               | 146              | -                | - | -                    | -                    | -                    |                      |                      |
| 1976-1977  | Capitals de Washington | LNH        | 62  | 3                | 11               | 14               | 169              | -                | - | -                    | -                    | -                    |                      |                      |
| 1977-1978  | Bears de Hershey       | LAH        | 21  | 1                | 6                | 7                | 72               | -                | - | -                    | -                    | -                    |                      |                      |
| 1977-1978  | Capitals de Washington | LNH        | 22  | 0                | 8                | 8                | 41               | -                | - | -                    | -                    | -                    |                      |                      |
| 1978-1979  | Capitals de Washington | LNH        | 51  | 1                | 13               | 14               | 80               | -                | - | -                    | -                    | -                    |                      |                      |
| 1979-1980  | Capitals de Washington | LNH        | 18  | 0                | 5                | 5                | 38               | -                | - | -                    | -                    | -                    |                      |                      |
| 1980-1981  | Capitals de Washington | LNH        | 25  | 2                | 4                | 6                | 100              | -                | - | -                    | -                    | -                    |                      |                      |
| Totaux LNH | Totaux LNH             | Totaux LNH | 371 | 14               | 87               | 101              | 788              | -                | - | -                    | -                    | -                    |                      |                      |